# 2002 FIFAワールドカップ

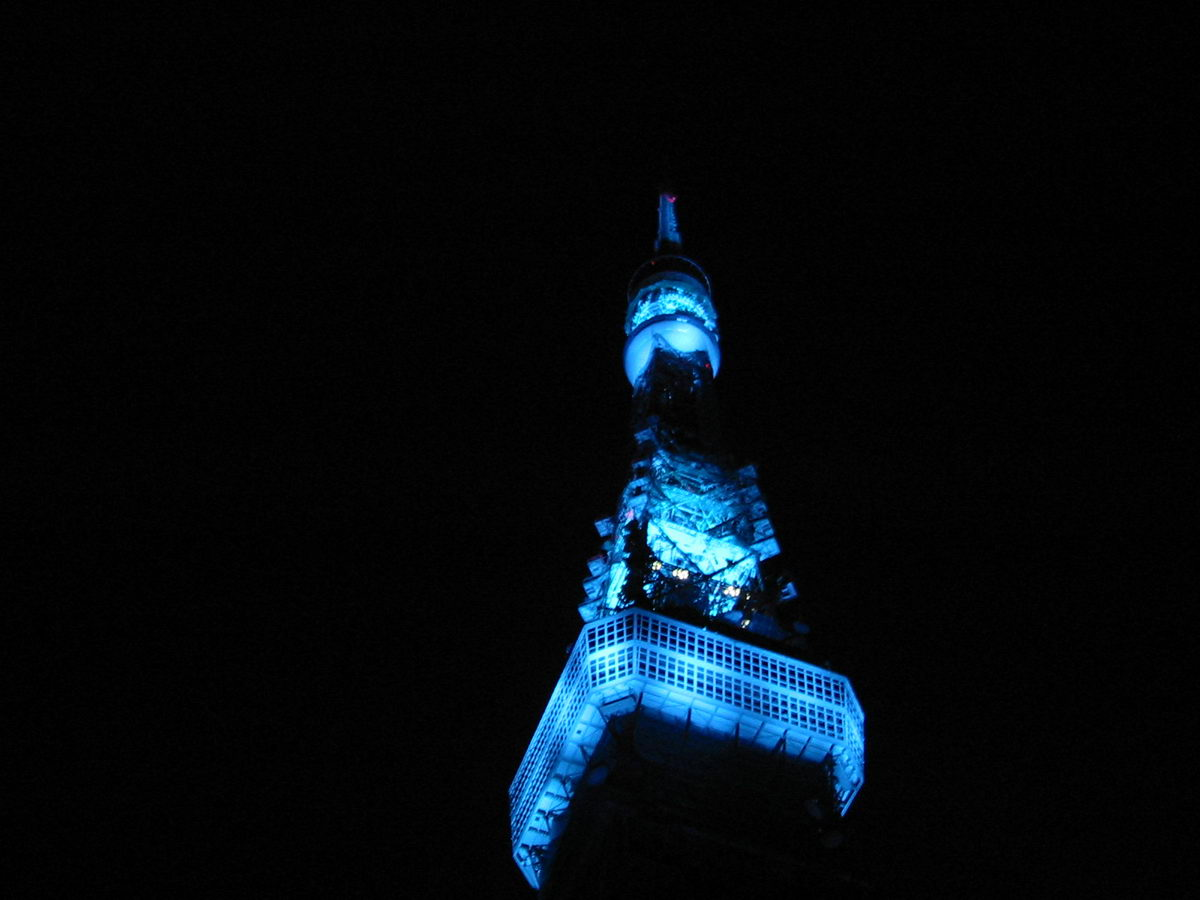
東京タワー・ジャパンブルーライトアップ（2002年5月25日）

2002 FIFAワールドカップ（韓: 2002 FIFA 월드컵、英: 2002 FIFA World Cup）は、2002年5月31日から6月30日にかけて日本と韓国で開催された17回目のFIFAワールドカップ。初の2カ国共同開催された大会であった。

## 大会招致の経緯

### アジアでのワールドカップ計画
これまで、FIFAワールドカップ（以下W杯と略すことあり）は欧州と南北アメリカ間で交互に行われてきたが、1986年に国際サッカー連盟（FIFA）のジョアン・アヴェランジェ会長（当時）が「初のアジア・アフリカ大陸による開催」案を打ち出した。その後、同会長から大会開催の打診を受けた日本サッカー協会(JFA)が各国に先駆けて招致に名乗りをあげ、当時の低迷する日本国内のサッカー界の活性化も念頭に置いた上で1988年想、1989年11月にFIFAにW杯開催国立候補の意思表示をし、招致活動を開始した。1991年6月に2002年W杯招致委員会が発足、翌年1992年3月24日にはW杯国会議員招致委員会（以下招致議連）が誕生し、W杯招致は日本の国家的事業となった。日本はFIFAワールドカップを「より平和の祭典」としてメッセージ性あるイベントにしようと提案し、トヨタカップなどの開催実績と「平和で安全」、「豊かな経済」、「政治的安定」、「自由と民主主義」、「世界の先進国」である点などを示し日本で開催する意義を謳った。また、「バーチャルスタジアム構想」（使用していないスタジアムに巨大なスクリーンを配置し3次元映像を投影。あたかも実際に目の前で選手がプレーしているように観客に観せる日本が誇る最新映像技術を駆使した仮想のスタジアム観戦システム）を提案し、史上最大の計400万人がスタジアムで観戦することが可能な大会にすることを謳った（バーチャルスタジアム構想はその後、メガビジョンという大画面投影技術へ姿を変えた。しかし、放映権の問題があったため、実際にメガビジョンが使われたのは準決勝1試合だけであった）。
一方で、FIFAが想定するアジア初のワールドカップ開催に日本が立候補すると知った韓国は「アジア初」を賭けて日本に続く形で1993年11月に立候補を表明、1994年の初めに招致委員会を組織した。日本よりも招致活動に出遅れた韓国は、同1994年にFIFA副会長に選出された鄭夢準大韓サッカー協会会長（HD現代重工業大株主。元韓国国会議員）を先頭にして、現代財閥を中心に韓国国内の政財界をあげての招致活動に乗り出し、「南北朝鮮共同開催案」を持ち出すなどして日本の招致活動に激しく対抗した。そして、1995年2月、立候補すると表明していたメキシコが辞退し、日本と韓国の2国のみが正式に立候補を表明した。日韓以外に立候補した国はなく、招致活動は日韓の一騎討ちとなった。1995年9月28日に日本はFIFAワールドカップ開催提案書をFIFAに提出した。これを受けて、同年11月にFIFA視察団（インスペクショングループ）が日韓両国を訪問し、スタジアムや国内リーグ、インフラなどをチェックした。視察団は『日本は施設も、歓迎も、技術も素晴らしい』と日本を高く評価した。

### 苦渋の共同開催
開催国決定は当初、1996年6月1日のFIFA臨時理事会で会長、副会長を含む理事21人の投票によって決定される予定だった。しかし、時期を同じくしてFIFA会長選挙を控え、一貫して日本単独開催を推していたFIFAのアヴェランジェ会長の会長派とUEFA会長のレナート・ヨハンソンを次期FIFA会長にしたい欧州のFIFA理事派の勢力が次期会長職を巡って対立し始める。そして、アヴェランジェ会長の会長続投を阻止しようと反会長派の欧州理事たちは日本と韓国の共同開催（日韓共催）を強く推進したが、南米の会長派はあくまでも日本による単独開催を支持した為にアフリカの理事らの動向が投票を左右することとなった。ただ、こうした状況の中で次第に日韓共催案が現実味を帯び始める事となる。
直前になって欧州理事らが、欧州の各国サッカーリーグに選手を受け入れてもらう立場にあるアフリカ理事の票を押え多数派（FIFA理事全21名中11名）となった。その為、開催国を決定する投票日前日の定例理事会前に行われたパーティー会場でアフリカ理事らとの歓談から敗北を悟ったアヴェランジェ会長は、会長としての権威を保つ為、それまで自身が強硬に反対していた日韓共催（当時の規則ではワールドカップは単独開催のみ）を自ら提案することを決断した。1996年5月30日午後、アヴェランジェ会長はFIFA事務局長のゼップ・ブラッターを通して、ヴィダーホテルで投票を待つ日本招致委員会に対し、非公式に日韓共催案打診の電話をかけさせた。電話を受けたのは語学が堪能な日本招致委員会実行委員長で当時JFA副会長(後に会長)の岡野俊一郎だった。なお、ブラッターの口ぶりは切羽詰まっており、打診というより要請だったという。岡野は電話では不正確として、FIFAの公式文書を求めた。午後3時過ぎ、ブラッターの署名入りのFIFA公式文書がFAXで届いた。その文書には、『既に韓国は1996年5月15日付の文書で日韓共催受け入れをFIFAに回答した。日本の立場をたずねたい』と書かれていた。2時間ほどの協議でも結論は出なかったが、もしも日本が共同開催の受け入れを拒否した場合は「韓国の単独開催」になるのは必至だった。ブラッターへの返答刻限が迫る中、招致議連会長の宮澤喜一が「日韓共催は政治にとって悪くない選択だ」と発言した。その発言をきっかけに長沼健JFA会長はやむを得ず、共同開催案受け入れを決断した。その後、ブラッターから二度目の電話が入り、長沼自身が共催受け入れを伝えた。翌日の5月31日午前7時すぎ、岡野が日本サッカー協会公式の共催受け入れ文書をブラッターに手渡した。そのわずか2時間後の午前9時の定例理事会で、アヴェランジェFIFA会長が日韓両国による共同開催案を提案、満場一致の拍手の賛成決議で定例理事会は幕を閉じた。結局、投票を待たずして日韓共催が決定した。同日、午後4時過ぎ、FIFAと開催国に決定した日本と韓国による共同開催決定の会見が開かれた。独の当時サッカージャーナリスト（現バイエルン・ミュンヘン海外担当）マーティン・ヘーゲレらの警鐘（趨勢を悟ればアベランジェは日本を裏切る等）等の重要な情報を無視し、欧州やアフリカ理事らの動向を掴めず、日本単独開催を支持していたアヴェランジェ会長を最後まで盲信し続けた日本招致委員会の実質的な敗北であった。ちなみに、もしも日本が共同開催の受け入れを拒否した場合は「韓国の単独開催」以外の案としては「開催国決定の延長」、「中国での開催」などといった諸案があった。
結局、日韓共催はアヴェランジェ会長・南米派と反会長・欧州派のFIFA内部の政治的対立の産物であったが、アヴェランジェ会長は程なくしてFIFAの会長職から引退する形で退いた。また、当ワールドカップ組織委員会委員長には、FIFA副会長の鄭夢準大韓サッカー協会会長が就任した（この件に関してマーティン・ヘーゲレは「各国の担当者に高価な物を贈ったり、娼婦を抱かせようとした」「ヘーゲレへ圧力をかけるよう鄭本人がフランツ・ベッケンバウアー（現ドイツサッカー連盟副会長）に依頼したものの、一蹴された」と主張している。
その後、1997年後半に韓国はアジア通貨危機に巻き込まれてデフォルト寸前の不況に陥り、国際通貨基金（IMF）の管理下に入った。IMF経由の日本を中心とした金融支援やIMFによる米国式経済の導入によって大量の失業者を生みながらも経済はV字回復した為に最後まで日本単独開催には至らなかった。しかし、経済回復は対米輸出に頼った状態であった為に2001年のアメリカ同時多発テロ事件で韓国経済がまたも失速し、試合会場となるスタジアム建設が滞る事態となった。そこで、国際協力銀行（旧日本輸出入銀行）がスタジアム建設費として2億ドルの融資を計画したが、韓国政府が断り、中止になった。結局、韓国でのスタジアム建設は続けられて日韓共催はようやく実現した。
なお、鄭夢準大韓サッカー協会会長は、韓国へのワールドカップ誘致と韓国代表を4位に導いた業績を背景に2002年大韓民国大統領選挙への立候補を表明したが、投票日前日に盧武鉉との取引に応じて立候補を取り止めた。
ワールドカップを巡る騒動は日韓友好ムードのマスコミとそれに対するネット世論で温度差があり、2011年以降の日韓関係の急速な冷え込みの遠因となったと指摘される。ジャーナリストの安田浩一によると、取材した半分以上が日韓W杯をきっかけに韓国が嫌いになったと答えたという。サッカーライターで活動家の清義明は、軍事政権時代は抑制されていた韓国の民衆レベルでの反日が民主化と当時のインターネットの普及に合わせて一気に入るようになったため、日本側の冷戦後の復古ナショナリズム・歴史修正主義ブーム、北朝鮮の日本人拉致問題などと結びついて日本の排外主義が拡大したという。

### 日本側の資金提供疑惑
2015年5月27日、アメリカ合衆国司法省が国際サッカー連盟（FIFA）の幹部や関係者ら計14人を起訴 して以降、FIFAの不正に対する追及が活発化している。フランクフルター・アルゲマイネの記者であるジャン・フランソワ・タンダは、電通（当時の会長は成田豊）が、1995年11月16日にISL（インターナショナル・スポーツ＆レジャー）と「サービス合意書」を締結し、電通がISLに巨額資金を支払う見返りとしてISLがW杯選出投票での日本への投票を働きかけていたと主張。また、6月19日にスペインのスポーツ紙「Diario AS」は、長沼健が開催地決定の投票に対する謝礼として南米サッカー連盟に150万ドルを支払ったと報道した。ただし、開催地決定に際して投票は行われていない。

## 予選
本大会に出場できるのは32か国で、各地域の出場国の出場枠数は、アジア：2.5、アフリカ：5、北中米カリブ海：3、南米：4.5、オセアニア：0.5、ヨーロッパ：13.5であった。これに、予選を免除された前回大会優勝国のフランスと開催国の日本、韓国が加わる（なお、2001年に2006年大会からの前回優勝国枠廃止が決まったため、フランスは最後の前回優勝による予選免除国となった）。
南米予選では過去最多の優勝を誇るブラジルが予選でなかなか本来の力が発揮できずに苦しむものの、終わってみれば過去の優勝国が勢揃いしたように、順当な結果が多かった。ただ、死のグループに入っていたとはいえ、オランダが予選落ちしたのが最大の波乱とされる。大の飛行機嫌いで知られるデニス・ベルカンプが早々に代表から引退した影響がなかったとはいえない。なお、これがオランダ人の映画プロデューサー、ヨハン・クレマーによる世界最弱代表チーム同士の対戦、アザー・ファイナル構想のきっかけとなった。
日本と韓国が抜けたアジア予選では、サウジアラビアと中国が勝ち抜いた。中国代表にとっては初出場で、ユーゴスラビア出身のボラ・ミルティノヴィッチ監督は5大会連続で別の国から本大会に参加する記録を作った。また、イラン代表は2大会連続で大陸間プレーオフに回ったが、アイルランド代表に敗れ、連続出場を逃した。オセアニア予選1位のオーストラリアは南米予選5位のウルグアイとの大陸間プレーオフに敗れた。
本大会前には、ロベルト・バッジョ、ロマーリオらが代表に選ばれなかったことがトピックの一つとされた。

## 出場国
出場選手は2002 FIFAワールドカップ参加チームを参照。
| 大陸連盟 | 出場 枠数 | 予選       | 組 予選順位 | 組 予選順位 | 出場国・地域     | 出場回数         | 備考       |
| -------- | --------- | ---------- | ----------- | ----------- | ---------------- | ---------------- | ---------- |
| AFC      | 2+2.5     | 開催国     | 開催国      | 開催国      | 日本             | 2大会連続2回目   |            |
| AFC      | 2+2.5     | 開催国     | 開催国      | 開催国      | 韓国             | 5大会連続6回目   |            |
| AFC      | 2+2.5     | 最終予選   | 1組         | 1位         | サウジアラビア   | 3大会連続3回目   |            |
| AFC      | 2+2.5     | 最終予選   | 2組         | 1位         | 中国             | 初出場           |            |
| UEFA     | 1+13.5    | 前回優勝国 | 前回優勝国  | 前回優勝国  | フランス         | 2大会連続11回目  |            |
| UEFA     | 1+13.5    | 欧州予選   | 1組         | 1位         | ロシア           | 2大会ぶり9回目   |            |
| UEFA     | 1+13.5    | 欧州予選   | 1組         | 2位         | スロベニア       | 初出場           | ☆          |
| UEFA     | 1+13.5    | 欧州予選   | 2組         | 1位         | ポルトガル       | 4大会ぶり3回目   |            |
| UEFA     | 1+13.5    | 欧州予選   | 2組         | 2位         | アイルランド     | 2大会ぶり3回目   | ○          |
| UEFA     | 1+13.5    | 欧州予選   | 3組         | 1位         | デンマーク       | 2大会連続3回目   |            |
| UEFA     | 1+13.5    | 欧州予選   | 4組         | 1位         | スウェーデン     | 2大会ぶり10回目  |            |
| UEFA     | 1+13.5    | 欧州予選   | 4組         | 2位         | トルコ           | 12大会ぶり2回目  | ☆          |
| UEFA     | 1+13.5    | 欧州予選   | 5組         | 1位         | ポーランド       | 4大会ぶり6回目   |            |
| UEFA     | 1+13.5    | 欧州予選   | 6組         | 1位         | クロアチア       | 2大会連続2回目   |            |
| UEFA     | 1+13.5    | 欧州予選   | 6組         | 2位         | ベルギー         | 6大会連続11回目  | ☆          |
| UEFA     | 1+13.5    | 欧州予選   | 7組         | 1位         | スペイン         | 7大会連続11回目  |            |
| UEFA     | 1+13.5    | 欧州予選   | 8組         | 1位         | イタリア         | 11大会連続15回目 |            |
| UEFA     | 1+13.5    | 欧州予選   | 9組         | 1位         | イングランド     | 2大会連続11回目  |            |
| UEFA     | 1+13.5    | 欧州予選   | 9組         | 2位         | ドイツ           | 13大会連続15回目 | ☆          |
| CONMEBOL | 4.5       | 南米予選   | 1位         | 1位         | アルゼンチン     | 8大会連続13回目  |            |
| CONMEBOL | 4.5       | 南米予選   | 2位         | 2位         | エクアドル       | 初出場           |            |
| CONMEBOL | 4.5       | 南米予選   | 3位         | 3位         | ブラジル         | 17大会連続17回目 |            |
| CONMEBOL | 4.5       | 南米予選   | 4位         | 4位         | パラグアイ       | 2大会連続6回目   |            |
| CONMEBOL | 4.5       | 南米予選   | 5位         | 5位         | ウルグアイ       | 3大会ぶり10回目  | ○          |
| CONCACAF | 3         | 最終予選   | 1位         | 1位         | コスタリカ       | 3大会ぶり2回目   |            |
| CONCACAF | 3         | 最終予選   | 2位         | 2位         | メキシコ         | 3大会連続12回目  |            |
| CONCACAF | 3         | 最終予選   | 3位         | 3位         | アメリカ合衆国   | 4大会連続7回目   |            |
| CAF      | 5         | 最終予選   | A組         | 1位         | カメルーン       | 4大会連続5回目   |            |
| CAF      | 5         | 最終予選   | B組         | 1位         | ナイジェリア     | 3大会連続3回目   |            |
| CAF      | 5         | 最終予選   | C組         | 1位         | セネガル         | 初出場           |            |
| CAF      | 5         | 最終予選   | D組         | 1位         | チュニジア       | 2大会連続3回目   |            |
| CAF      | 5         | 最終予選   | E組         | 1位         | 南アフリカ共和国 | 2大会連続2回目   |            |
| OFC      | 0.5       | 地区予選   | 出場国無し  | 出場国無し  | 出場国無し       | 出場国無し       | 出場国無し |

- 備考欄の「☆」は欧州予選プレーオフ、「○」は大陸間プレーオフに勝利の上、出場が決定したチーム。

## 本大会

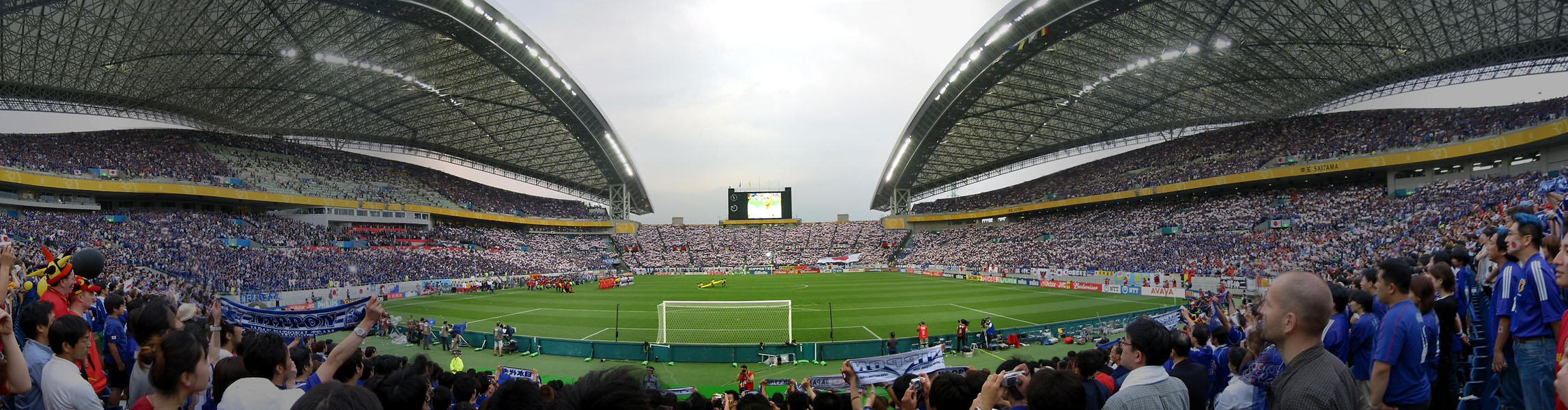
日本×ベルギー戦 (埼玉スタジアム) 2002年6月4日

### 概要
21世紀に入って初となるFIFAワールドカップは、大会史上初めて日本と韓国の2か国による共同開催となったが、アジアで開催された事も初めてであった。
2002年（平成14年）5月31日から6月30日の31日間に、日本と韓国それぞれ10か所、計20都市で64試合を行った。ブラジルが5度目の優勝を遂げた。開催国である日本は決勝トーナメント進出（ベスト16）の成績を残した。
大会の開催期間は通常より約10日から2週間程度早まり、末日ではあるが珍しく5月からの開催となった（当初は6月1日開幕、6月30日決勝予定であったが、開幕まで2年を切った2000年6月6日のチューリッヒにおけるFIFA理事会で、大会期間を1日増やす形で開幕日を5月31日に繰り上げることにした）。 これは、欧州や南米とは異なる日韓の気候、つまり梅雨を考慮したためと言われている。大会前は、フーリガンの暴動などを危惧する声が聞かれたが、大きなトラブルはなく終わった。日本では当初寄付金が集まらずに赤字が懸念されたが、円安の影響などで大幅な黒字となった。また高円宮夫妻が韓国を公式訪問し、開会式に出席した。皇族の韓国訪問は第二次世界大戦後初である。
ソウルで行われた開幕戦では、前回優勝国のフランスが初出場のセネガルと対戦。この試合でセネガルが1対0で勝利し、波乱の大会の幕開けとなった。EURO2000、コンフェデ杯2001で優勝して前評判が高く優勝候補筆頭と目されていたフランスは結局、事前の対韓国の親善試合で負傷したジダンの抜けた穴を埋めることができず、アンリ、トレゼゲ、シセと3か国のリーグ得点王を擁しながらグループリーグで1得点もあげられずに敗退した。
開催国の日本は、初戦でベルギーと2対2で引き分け、ワールドカップで初の勝ち点を獲得すると、次戦のロシア戦に1対0で勝ち、ワールドカップ初勝利を挙げる。そして、次のチュニジア戦も2対0で危なげなく勝利し、グループリーグ1位通過で、初のノックアウトステージ（ベスト16以上）進出も決める。
もう一つの開催国の韓国もまた、ポーランドとポルトガルから勝利をあげ、グループリーグ1位で通過した。フィーゴなどの有力選手をそろえ前評判が高かったポルトガルが第3戦の韓国戦で2名が退場となり敗れたことによりグループリーグで敗退するという波乱があった。

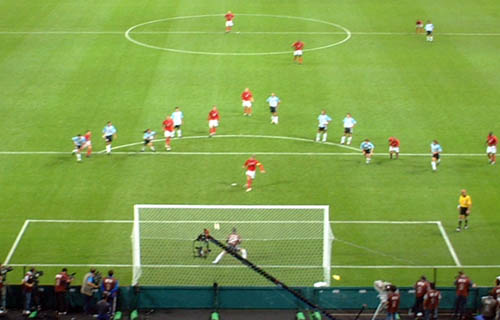
アルゼンチンvsイングランド
試合を決めたベッカムのPK

アルゼンチン、ナイジェリア、スウェーデン、イングランドが集まり「死のグループ」と呼ばれたグループFでは、両国の歴史的背景や前回大会の遺恨から「因縁の対決」と言われているアルゼンチン対イングランド戦が日本の札幌会場の札幌ドームで実現して大きく注目された。南米予選を1位で通過して、フランスに次ぐ優勝候補と目されていたアルゼンチンがグループリーグで敗退するという波乱があった。
次回開催が決まっているドイツは、世界一のGKと評されたカーンや新星FWクローゼの活躍に、恵まれた組み合わせにも味方され決勝まで進出した。
ノックアウトステージでは、日本はラウンドオブ16でトルコと対戦し0対1で敗れ、初のベスト8進出はならなかった。韓国はイタリア、スペインに勝利し、アジア勢として初の準決勝に進出した。韓国国内がこの快進撃に熱狂する一方、韓国選手の過度なラフプレーに審判が笛を吹かない、相手のゴールが理由を明示されずにファールとして取り消されるなどの審判の誤審が問題となった。横浜国際総合競技場で行われた決勝は、地区予選で大苦戦して前評判が決して高いとは言えなかったドイツとブラジルの戦いとなった。優勝回数1位と2位の国同士であるにもかかわらず、ワールドカップでは初対戦となった。この試合を2対0で勝利したブラジルが5度目の優勝に輝いた。大会の得点王はブラジル代表FWのロナウド（8ゴール）。

### 大会呼称問題
1996年11月、FIFA本部で行われた共催検討委員会で、大会の呼称を慣例に従ったアルファベット順で「2002 FIFA World Cup Japan/Korea」とする提案がなされたが、鄭夢準大韓サッカー協会会長が強硬に反対した。会議は紛糾したが、最終的に国名表示順を「Korea/Japan」とする一方で決勝戦を日本で行うことで決着とした。尚、この際、日本側は日本国内で大会名を呼称する時は日本/韓国で構わないとの確約を得ていたが、検討会が非公開だった為に、FIFAに公的な議事録を残すことを求めなかった。これが後に大きな問題になる。
日本語の表記は、当初「2002 FIFAワールドカップ 日本・韓国」と表記していた。その後、5年ほどは何事もなかったが、2001年1月、日本の教科書検定問題で、かつて日本に併合されていた朝鮮半島にある韓国の対日感情が悪化し、韓国マスコミに追い込まれる形で鄭大韓サッカー協会会長は、「日本国内であっても大会名を「日本・韓国」と表記するのは正式名称（Korea/Japan）と異なっており、開催合意に背く」として抗議した。その為、2001年（平成13年）3月15日の「FIFAのW杯組織委員会」で大会呼称問題について話し合われることになった。岡野は1996年11月の共催検討会での大会名の決定事項を詳しく説明したが、FIFAのW杯組織委員長であるヨハンソンが「大会名決定から長い時間が経っており、しかもその時の議事録もない。大切なのはW杯の成功。国名を入れない大会名の使用を認めるということでどうだろうか」と提案、日韓双方ともこの案を受け入れた。これ以降、日本国内では、国名部分を省略して「2002 FIFAワールドカップ」との表記で統一されることになった。(注：W杯組織委員会は2種類あり、W杯開催国内の『開催国のワールドカップ組織委員会』とそれとは別にFIFA内に設けられる『FIFAのワールドカップ組織委員会』(FIFA関係者及び外部の有識者で構成)がある)。
また、これはあくまでも正式名称の問題であるために、日本では多くの場所で「2002 FIFAワールドカップ 日本・韓国」という表記も見ることができた。大会終了後の現在でも日本国内では「日韓ワールドカップ」などと表記することが多い。

### 両国の開催都市選定
日本では当初、日本による単独開催を視野に大会開催の準備を進めていたために1993年（平成5年）1月に最初の国内開催都市候補地を選定した。候補の15か所（札幌市、青森県、宮城県、茨城県、埼玉県、千葉県、横浜市、新潟県、静岡県、愛知県、京都府、大阪市、神戸市、広島市、大分県）の中、この時点で開催予定施設が完成していたのは1994年アジア競技大会のために整備されていた広島市の広島広域公園陸上競技場（広島ビッグアーチ）のみ、小幅な改修で対応可能だったのは大阪市の長居スタジアムのみで、あとは各自治体がスタジアムを新設する予定になっていた。
ただ、東京都は立候補を見合わせた。これは、トヨタカップや1964年東京オリンピックの会場として世界的に知名度の高い新宿区の国立霞ヶ丘競技場が観客席への屋根設置（スタジアムの観客席の3分の2が屋根に覆われている事）などの改修条件を満たせなかった上に、2013年（平成25年）に開催予定の「多摩国体」用のメインスタジアムの整備計画もまだ確定していなかったからである（多摩国体用のメインスタジアムは後に東京スタジアムとして整備された）。そのため、もしもこの時点で日本開催が実現した場合、世界有数の人口を抱えながらも1974年（昭和49年）の西ドイツ大会以来となる首都での開催がない大会になる事が確実になっていた。
また、参加チーム32か国・開催数64試合で行われたアメリカ大会では9会場、フランス大会では10会場で、日本開催でも採算面から10-12会場での開催が適当と目されていた。ただし、1996年（平成8年）6月に日韓共催が決定したことは、各立候補地域にとって深刻な問題になった。日本国内での試合数が32試合へと半減されたため、6試合前後と見込まれていた各会場の試合数は3-4試合にとどまる事になった。これにより、日本各地で試合会場となるスタジアム建設に対しての費用対効果や採算面からの疑問が提起された為に建設決定が延期される所も出て来た。その一方で、大分県知事の平松守彦は、2008年（平成20年）開催の大分国体メイン会場を兼ねるとの理由で大分スタジアム（現在の大分スポーツ公園総合競技場）の建設を決断し、自身も自治体の代表としてFIFAワールドカップの日本組織委員会（JAWOC）の副会長に就任するなどの積極的な行動を行った。これにより、大分県での開催は確実という見方もなされた。
1996年（平成8年）12月、JAWOCは国内開催都市として10か所を選定した。まず各スタジアムの開催条件充足を調べたが、広島市が予算を理由にしてバックスタンドへの屋根設置と座席改修を見送る事を事前発表していた広島ビッグアーチは開催不適格と判断され、広島市は開催候補都市から外された。アジア大会開催の経験に加え、国際平和都市として抜群の知名度を持ち、「平和のシンボル」としてFIFAからも開催を熱望されていた広島市の落選は、予想されていたとはいえ、衝撃を与えた。次いで、収容人員6万人を超える巨大スタジアム整備を理由に埼玉県と横浜市が、地域バランスの観点から札幌市・静岡県・大阪市・大分県が選出された。最後に投票によって8つの候補地から4開催地が決定された。ここではスタジアム整備構想が難航していた青森県（青森県営サッカースタジアム）・千葉県（千葉県立スタジアム）・京都府（京都スタジアム）が宮城県・茨城県・神戸市にそれぞれ敗れた。これは多くの事前報道の通りになった。
唯一の波乱とされたのが愛知県に対する新潟県の勝利だった。「トヨタカップ」のスポンサーでもあるトヨタ自動車の本社所在地・豊田市での会場となるスタジアム建設構想が具体化している上に県内には既にJリーグクラブの名古屋グランパスエイトがある愛知県に対し、新潟県は2009年（平成21年）の新潟国体での利用も兼ねた新潟スタジアムの着工こそ近かったものの、県内にはJリーグのクラブや全国で活躍する高校や大学が無く、ようやくアルビレオ新潟（現在のアルビレックス新潟）がJリーグを目指して活動を開始した段階だったため、「サッカー不毛の地」と評価されていた。しかし、新潟県はプレゼンテーションで「日本海側唯一の開催地（札幌市を除く）」としてアピールし、「日本全国が参加するFIFAワールドカップ」という意味を持たせられると主張して、愛知県を破った。この招致成功は、新潟県でアルビレックス新潟を中核として活発な地域スポーツ活動が展開されるようになるまでの重要な第一歩であったが、愛知県にとっては1981年（昭和56年）の名古屋オリンピック招致失敗に続く大規模スポーツイベント開催の挫折となった。豊田市はFIFAワールドカップ前年の2001年（平成13年）に市営の豊田スタジアムを完成させたが、FIFAワールドカップの開催基準を満たす規模を持つスタジアムでありながら、肝心なFIFAワールドカップの試合には使用され無かった為に建設の意義を巡る批判を受けた。
その後、会場ごとの試合の割り振りが焦点になったが、特に埼玉県（埼玉スタジアム2002）と横浜市（横浜国際総合競技場）は決勝戦開催を巡って激しく争った。しかし、結局は1999年（平成11年）8月にスタジアム収容人数と各地からのアクセスに優れている横浜での決勝戦開催が決まった。その一方、埼玉県にはグループリーグの日本戦の初戦と準決勝があてがわれ、埼玉・横浜（第2戦）に続く日本戦の第3戦は地域バランスから大阪市（長居スタジアム）開催となった。
韓国でも日本と同様に国内での開催都市選定作業が進められ、共催という理由もあって日本と同数の10都市がFIFAワールドカップを開催したが、韓国国内の大都市（ソウル特別市と国内6か所の広域市）を網羅し、人口の少ない江原道を除く全国に万遍なく配置されたため、韓国社会で深刻な地域対立の新たな発生は抑えられた。しかし、国民の人口や国家の経済規模が日本の半分ほどしかない韓国が日本と同水準のスタジアム整備を行う事は大きな負担であった。その後、1997年後半に韓国はアジア通貨危機で不況に陥ったが、国際通貨基金（IMF）の管理下で経済を一旦は回復させた。ところが、経済回復は対米輸出に頼った状態であった為に2001年のアメリカ同時多発テロ事件で韓国経済がまたも失速し、スタジアム建設が滞る事態となった。そこで、国際協力銀行（旧日本輸出入銀行）がスタジアム建設費として2億ドルの融資を計画したが、韓国政府が断り、中止になった。その後、韓国のスタジアム建設は再開され、完成にこぎつけた。

### 大会運営資金
開催地決定後もJAWOCと開催する各自治体との緊張関係は続いた。各自治体はJAWOCに対してそれぞれ2億5000万円の運営資金を負担し、それ以外にも要員派遣やさまざまな補助金を与えていたが、2000年（平成12年）12月には開催経費の増大で財政が圧迫されたJAWOCから各1億円の追加負担を求められ、自治体自身や各議会からの批判が起こった。しかし、JAWOCからは円滑な大会開催に必要という理由を付けられたため、各自治体とも負担に応ぜざるを得なかった。なお、この追加負担分は、大会が予想以上の収益を挙げて終了したことによって各自治体へ返還された。

### キャンプ地誘致合戦
本大会を印象づけるもう一つの争いとして、各自治体によるキャンプ地誘致合戦が挙げられる。キャンプ地に名乗りを上げた自治体は、予選の段階での確約を含め70以上に上った。結局、グループステージの日本開催分であるE、F、G、Hの4組に出場する全16ヶ国が日本でキャンプをし、さらにグループリーグの韓国開催分であるA、B、C、Dの4組16ヶ国のうちA組の全4チーム、B組の3チーム、C組の1チームの計8チームが開幕前に日本でキャンプをした。
誘致の成否には戦略の違いが見られ、川崎市がどこの国と決めず誘致活動のみに腐心したため誘致に失敗した一方、伊達政宗の命でローマに派遣された慶長遣欧使節が1615年（元和元年）にローマ教皇に謁見したことから1997年（平成9年）に姉妹県締結をした宮城県とローマ県の交流をもとに、2000年（平成12年）に仙台フィルハーモニー管弦楽団のローマ公演を成功させた仙台市が、イタリア代表に対象を絞って誘致を成功させた。また、徳島県鳴門市は第一次世界大戦時のドイツ兵捕虜への人道的な扱いや地元住民との交流が縁で「バルトの楽園」として映画化もされている程に古くからドイツと親交がありながらも、グラウンドの整備の悪さのためにほぼ誘致が確定していたドイツ代表をみすみす逃がす事態も発生した。岐阜県古川町（現：飛騨市）のように、特定の国（ルーマニア）と出場確定前から確約を結んだために誘致が実現できなかった自治体も多い。
キャンプ期間中は、強豪国を中心に非公開の練習にする代表チームが比較的に多かった中で、デンマーク、エクアドル、セネガル、サウジアラビア、チュニジア、アイルランドの各代表などは交流に積極的であり、非常に好印象を与え、特にデンマーク代表の公開練習に至っては、地元のみならず全国からも多くのサッカーファンが詰めかけたといわれる。その他の国も、小学校や少年サッカースクール、各種福祉施設など小規模な交流は積極的に行われ、国同士の交換留学生なども送られた。
注目を集めたキャンプ地として、スター選手や美男子選手目当ての女性ファンが多く詰め掛けた仙台市（イタリア代表）や兵庫県津名町（イングランド代表）があった一方、大分県中津江村（カメルーン代表）は山奥の小さな村のキャンプ地として早くから注目され、代表の到着遅延によってさらに全国にその名が知れ渡ることとなった。中津江村は2005年3月22日に日田市への編入合併により自治体としては消滅したが、旧中津江村域の地名は「中津江村」を冠したまま存続された。
現在でも、キャンプ地となった自治体とキャンプを行った国との間で親交が深い所が多い。例えば、千葉県千葉市ではアイルランド代表がキャンプを行ったのを機に、有志による「アイルランドサポートクラブ千葉」というアイルランド代表を応援する会を発足。大会終了後もアイルランド代表の応援活動や、「日本代表対アイルランド代表戦の実現」に向けての署名活動を現在でも続けている。また、クロアチア代表のキャンプ地の新潟県十日町市では、2006 FIFAワールドカップが開催された時に日本との対戦が決まったために「どちらを応援するか?」でジレンマが起きたり、「日本を応援しないとはどういうことか」という批判が寄せられるなどした。その他、イタリア代表のキャンプ地となったことを記念して仙台市では仙台カップ国際ユースサッカー大会が始まり、第2種世代のサッカー日本代表にとって重要な大会に育っている。
また、十日町市の誘致におけるエピソードもよく知られ、当初はイタリア代表を誘致しようと運動するも失敗、その後ポーランド、スペイン代表と確約するも、開催地の関係で立ち消えとなる。しかし、ポーランド及びスペイン代表が、まだ候補地を決定していなかったクロアチア代表を推薦し、キャンプ地として決定した。その後、多くの自治体が、誘致国との関係が稀薄となっていく中で、十日町市は以後ずっとクロアチアとの交流を続けており、2020年の東京オリンピックにおけるホストタウン誘致も成功させている。

#### キャンプ地一覧
| キャンプ地                                                  | 代表チーム       | グループ      |
| ----------------------------------------------------------- | ---------------- | ------------- |
| 宮城県仙台市                                                | イタリア         | G（日本開催） |
| 福島県楢葉町・広野町（Jヴィレッジ）                         | アルゼンチン     | F（日本開催） |
| 千葉県千葉市 島根県出雲市                                   | アイルランド     | E（日本開催） |
| 東京都調布市                                                | サウジアラビア   | E（日本開催） |
| 神奈川県平塚市                                              | ナイジェリア     | F（日本開催） |
| 新潟県十日町市 富山県富山市                                 | クロアチア       | G（日本開催） |
| 福井県三国町                                                | メキシコ         | G（日本開催） |
| 山梨県富士吉田市 大分県中津江村（現：日田市）               | カメルーン       | E（日本開催） |
| 長野県松本市                                                | パラグアイ       | B（韓国開催） |
| 静岡県御殿場市・裾野市                                      | ウルグアイ       | A（韓国開催） |
| 静岡県清水市（現：静岡市清水区）                            | ロシア           | H（日本開催） |
| 静岡県藤枝市                                                | セネガル         | A（韓国開催） |
| 静岡県磐田市                                                | 日本             | H（日本開催） |
| 三重県上野市（現：伊賀市）                                  | 南アフリカ共和国 | B（韓国開催） |
| 三重県鈴鹿市                                                | コスタリカ       | C（韓国開催） |
| 兵庫県津名町（現：淡路市）                                  | イングランド     | F（日本開催） |
| 奈良県橿原市・新庄町（現：葛城市）・大和高田市 大分県佐伯市 | チュニジア       | H（日本開催） |
| 和歌山県和歌山市                                            | デンマーク       | A（韓国開催） |
| 鳥取県鳥取市                                                | エクアドル       | G（日本開催） |
| 岡山県美作町（現：美作市）                                  | スロベニア       | B（韓国開催） |
| 熊本県熊本市                                                | ベルギー         | H（日本開催） |
| 宮崎県宮崎市                                                | ドイツ           | E（日本開催） |
| 宮崎県宮崎市                                                | スウェーデン     | F（日本開催） |
| 鹿児島県指宿市                                              | フランス         | A（韓国開催） |

### 会場一覧

#### 日本
| 会場名      | 札幌ドーム                             | 宮城スタジアム                        | 茨城県立カシマサッカースタジアム      | 埼玉スタジアム2002                  | 横浜国際総合競技場                     |
| ----------- | -------------------------------------- | ------------------------------------- | ------------------------------------- | ----------------------------------- | -------------------------------------- |
| 所在地      | 北海道札幌市豊平区                     | 宮城県宮城郡利府町                    | 茨城県鹿嶋市                          | 埼玉県さいたま市                    | 神奈川県横浜市港北区                   |
| 座標        | 北緯43度0分54.4秒 東経141度24分35.3秒  | 北緯38度20分7.6秒 東経140度57分1.2秒  | 北緯35度59分31.3秒 東経140度38分25秒  | 北緯35度54分11秒 東経139度43分3.3秒 | 北緯35度30分35.9秒 東経139度36分22.7秒 |
| 収容人数    | 42,000人                               | 49,000人                              | 42,000人                              | 63,000人                            | 70,000人                               |
| 会場写真    |                                        |                                       |                                       |                                     |                                        |
| 使用 クラブ | 北海道コンサドーレ札幌                 | ベガルタ仙台                          | 鹿島アントラーズ                      | 浦和レッズ                          | 横浜F・マリノス 横浜FC                 |
|             |                                        |                                       |                                       |                                     |                                        |
| 会場名      | 静岡県小笠山総合運動公園スタジアム     | 新潟スタジアム                        | 長居陸上競技場                        | 御崎公園球技場                      | 大分スポーツ公園総合競技場             |
| 所在地      | 静岡県袋井市                           | 新潟県新潟市                          | 大阪府大阪市東住吉区                  | 兵庫県神戸市兵庫区                  | 大分県大分市                           |
| 座標        | 北緯34度44分36.9秒 東経137度58分13.7秒 | 北緯37度52分57.2秒 東経139度3分32.9秒 | 北緯34度36分50.7秒 東経135度31分6.9秒 | 北緯34度39分24秒 東経135度10分8.3秒 | 北緯33度12分2.5秒 東経131度39分27.3秒  |
| 収容人数    | 50,600人                               | 42,300人                              | 50,000人                              | 42,000人                            | 43,000人                               |
| 会場写真    |                                        |                                       |                                       |                                     |                                        |

#### 韓国
| 会場名   | ソウルワールドカップ競技場             | 大邱ワールドカップ競技場               | 仁川文鶴競技場                         | 釜山アジアード競技場                   | 大田ワールドカップ競技場                 |
| -------- | -------------------------------------- | -------------------------------------- | -------------------------------------- | -------------------------------------- | ---------------------------------------- |
| 所在地   | ソウル特別市麻浦区                     | 大邱広域市寿城区                       | 仁川広域市南区                         | 釜山広域市蓮堤区                       | 大田広域市儒城区                         |
| 座標     | 北緯37度34分05.6秒 東経126度53分50.5秒 | 北緯35度49分47.2秒 東経128度41分25.1秒 | 北緯37度26分06.5秒 東経126度41分26.9秒 | 北緯35度11分24.0秒 東経129度03分29.6秒 | 北緯36度21分54.5秒 東経127度19分30.6秒   |
| 収容人数 | 63,961人                               | 68,014人                               | 52,179人                               | 55,982人                               | 40,407人                                 |
| 会場写真 |                                        |                                        |                                        |                                        |                                          |
|          |                                        |                                        |                                        |                                        |                                          |
| 会場名   | 光州ワールドカップ競技場               | 蔚山文殊サッカー競技場                 | 水原ワールドカップ競技場               | 全州ワールドカップ競技場               | 済州ワールドカップ競技場                 |
| 所在地   | 光州広域市西区                         | 蔚山広域市南区                         | 京畿道水原市八達区                     | 全羅北道全州市徳津区                   | 済州特別自治道西帰浦市                   |
| 座標     | 北緯35度08分01.2秒 東経126度52分29.5秒 | 北緯35度32分07秒 東経129度15分34秒     | 北緯37度17分10.6秒 東経127度02分12.8秒 | 北緯35度52分05.2秒 東経127度03分52.0秒 | 北緯33度14分46.10秒 東経126度30分33.14秒 |
| 収容人数 | 42,880人                               | 43,550人                               | 43,188人                               | 42,391人                               | 42,256人                                 |
| 会場写真 |                                        |                                        |                                        |                                        |                                          |

## 結果
日時はすべて現地時間。日本は日本標準時（JST）、韓国は韓国標準時（KST）（ともにUTC+9）。

### 組み合わせ抽選
本大会のグループリーグの組み合わせ抽選は、開催国である韓国・釜山コンベンションセンターで、2001年12月1日に行われた。この抽選会の模様は全世界に生中継され、日本でもNHK（地上波とBS）、BSデジタル民放5局、スカイパーフェクTVにて、また民放ラジオもいくつかの局が「民放ラジオ共同制作」として生中継した。
抽選方法は以下の通りである。まず参加国を4つの「ポット」に分ける。
- ホスト国である日本と韓国、前回大会優勝のフランス、過去のW杯本大会直近3大会の成績並びに過去3年のFIFAランキングで算出したシード国としてブラジル、アルゼンチン、イタリア、ドイツ、スペインの5か国、計8か国を「ポット1」

日韓W杯公式シード算出方法は以下の通り（）。
1. 過去3大会の成績は優勝が32ポイント、準優勝が31ポイントと順位に従い減るものとし、グループリーグ敗退は3位で敗退時9ポイント、4位で敗退時8ポイントになる。そして、1990年伊W杯本大会の成績は1倍、1994年米W杯本大会の成績は2倍、1998年仏W杯本大会の成績は3倍として合計ポイントを3で割る。→W杯3大会のポイント(1)
2. 過去3年のFIFAランキングが出場国中最も高い国に32ポイント、それに次ぐ国に31ポイントを与え合計を3で割る。計算するFIFAランキングは年平均ではなく、1999年と2000年は12月時点のFIFAランキング、2001年は11月時点のFIFAランキングを使う(抽選会が12月の為)。→FIFAランキング3年間のポイント(2)

(1)+(2)＝ワールドカップ(W杯)シードポイント W杯シードポイント上位5カ国と開催国の日本と韓国と前回優勝のフランスが第1シード。
- シード国以外のヨーロッパの残り11か国を「ポット2」
- シード国以外の南米3か国とアジア2か国を「ポット3」
- 北中米・カリブ海とアフリカの8か国を「ポット4」

1. A-D組は韓国、E-H組は日本で試合を行う。
2. フランスはA組（前回優勝国が開幕戦を行うため）、韓国はD組、日本はH組に決定。
3. ポット1の残り5か国を順にドローし、B、C、E-G組に入れる。
4. ポット1の国は、抽選で選ばれた組の1番に配置する。
5. ポット2-4に選ばれた国は、各ポットからA組→H組の順に1カ国ずつ選ばれた後、選ばれた組の何番に配置されるかが抽選される。この選ばれた番号により、試合日等が決定される。
6. ポット2のうち8か国を順にドローし、A-H組に入れる。
7. ポット2の残り3か国を順にドローし、ポット1のヨーロッパ以外の国（日本、韓国、ブラジル、アルゼンチン）のいる組に入れる。
（今回はD組（韓国）、F組（アルゼンチン）、H組（日本）に入った）
8. ポット3の5か国を順にドローし、ポット2の残り3か国が入らなかった組に入れる。
尚、アジア大陸は出場国が合計4か国のため、韓国で開催されるA-D組と日本で開催されるE-H組に、それぞれ2か国ずつ均一に振り分けるようにする。そのため、予め中国は韓国側（A-C組）、サウジアラビアは日本側（E-G組）に振り分けるように抽選を行う。
またシード国にアジア大陸及び南米大陸の国があるため、ポット2の残り3か国の抽選で選ばれなかった国がアジア大陸の国の組であれば、南米大陸の3か国の中で最初に選ばれた国は、ポット2の残り3か国の抽選で選ばれなかったアジア大陸の国の組へ、またポット2の残り3か国の抽選で選ばれなかった国が南米大陸の国の組であれば、その国の組がA-C組であれば中国がその国の組へ、E-G組であればサウジアラビアがその国の組へ、先に配置される。
（今回はポット3の抽選で最初に中国が選ばれた。中国の配置されるA組-C組の中で、ポット2の残り3か国の抽選で選ばれなかった国はブラジルのいるC組であったため、中国は先にC組に配置された。また3番目に選ばれたサウジアラビアは日本側で試合を行うため、日本側で3か国目が決まっていなかったE組とG組のうち、E→G組の順番によりE組に配置された）
9. ポット4の8か国を順にドローし、各組に入れる。

この結果、A組とF組に強豪が集中し、死の組と呼ばれた。
| グループ   | ポット1      | ポット2        | ポット3          | ポット4          |
| ---------- | ------------ | -------------- | ---------------- | ---------------- |
| グループ A | フランス     | 🇩🇰デンマーク   | ウルグアイ       | 🇸🇳セネガル       |
| グループ B | スペイン     | スロベニア     | パラグアイ       | 南アフリカ共和国 |
| グループ C | ブラジル     | トルコ         | 中華人民共和国   | コスタリカ       |
| グループ D | 韓国         | 🇵🇹ポルトガル   | 🇵🇱ポーランド     | 🇺🇸アメリカ       |
| グループ E | ドイツ       | 🇮🇪アイルランド | 🇸🇦サウジアラビア | カメルーン       |
| グループ F | アルゼンチン | 🇸🇪スウェーデン | イングランド     | 🇳🇬ナイジェリア   |
| グループ G | イタリア     | 🇭🇷クロアチア   | 🇪🇨エクアドル     | メキシコ         |
| グループ H | 日本         | 🇷🇺ロシア       | 🇧🇪ベルギー       | チュニジア       |

### グループリーグ

#### グループ A
| 順 | チーム     | 試 | 勝 | 分 | 敗 | 得 | 失 | 差 | 点 | 出場権               |
| -- | ---------- | -- | -- | -- | -- | -- | -- | -- | -- | -------------------- |
| 1  | デンマーク | 3  | 2  | 1  | 0  | 5  | 2  | +3 | 7  | 決勝トーナメント進出 |
| 2  | セネガル   | 3  | 1  | 2  | 0  | 5  | 4  | +1 | 5  | 決勝トーナメント進出 |
| 3  | ウルグアイ | 3  | 0  | 2  | 1  | 4  | 5  | −1 | 2  |                      |
| 4  | フランス   | 3  | 0  | 1  | 2  | 0  | 3  | −3 | 1  |                      |

| フランス | 0 – 1    | セネガル      |
| -------- | -------- | ------------- |
|          | レポート | ディオプ 30分 |

| ウルグアイ      | 1 – 2    | デンマーク          |
| --------------- | -------- | ------------------- |
| ロドリゲス 47分 | レポート | トマソン 45分, 83分 |

| デンマーク           | 1 – 1    | セネガル      |
| -------------------- | -------- | ------------- |
| トマソン 16分 (pen.) | レポート | ディアオ 52分 |

| フランス | 0 – 0    | ウルグアイ |
| -------- | -------- | ---------- |
|          | レポート |            |

| デンマーク                          | 2 – 0    | フランス |
| ----------------------------------- | -------- | -------- |
| - ロンメダール 22分 - トマソン 67分 | レポート |          |

| セネガル                                       | 3 – 3    | ウルグアイ                                             |
| ---------------------------------------------- | -------- | ------------------------------------------------------ |
| - ファディガ 20分 (pen.) - ディオプ 26分, 38分 | レポート | - モラレス 46分 - フォルラン 69分 - レコバ 88分 (pen.) |

#### グループ B
| 順 | チーム           | 試 | 勝 | 分 | 敗 | 得 | 失 | 差 | 点 | 出場権               |
| -- | ---------------- | -- | -- | -- | -- | -- | -- | -- | -- | -------------------- |
| 1  | スペイン         | 3  | 3  | 0  | 0  | 9  | 4  | +5 | 9  | 決勝トーナメント進出 |
| 2  | パラグアイ       | 3  | 1  | 1  | 1  | 6  | 6  | 0  | 4  | 決勝トーナメント進出 |
| 3  | 南アフリカ共和国 | 3  | 1  | 1  | 1  | 5  | 5  | 0  | 4  |                      |
| 4  | スロベニア       | 3  | 0  | 0  | 3  | 2  | 7  | −5 | 0  |                      |

| パラグアイ                          | 2 – 2    | 南アフリカ共和国                                |
| ----------------------------------- | -------- | ----------------------------------------------- |
| - サンタ・クルス 39分 - アルセ 55分 | レポート | - T. モコエナ 63分 - フォーチュン 90+1分 (pen.) |

| スペイン                                           | 3 – 1    | スロベニア            |
| -------------------------------------------------- | -------- | --------------------- |
| - ラウル 44分 - バレロン 74分 - イエロ 87分 (pen.) | レポート | ツィミロティッチ 82分 |

| スペイン                                       | 3 – 1    | パラグアイ                 |
| ---------------------------------------------- | -------- | -------------------------- |
| - モリエンテス 53分, 69分 - イエロ 83分 (pen.) | レポート | - （プジョル） 10分 (o.g.) |

| 南アフリカ共和国 | 1 – 0    | スロベニア |
| ---------------- | -------- | ---------- |
| ノンベテ 4分     | レポート |            |

| 南アフリカ共和国                  | 2 – 3    | スペイン                                 |
| --------------------------------- | -------- | ---------------------------------------- |
| - マッカーシー 31分 - ラデベ 53分 | レポート | - ラウル 4分, 56分 - メンディエタ 45+1分 |

| スロベニア              | 1 – 3    | パラグアイ                            |
| ----------------------- | -------- | ------------------------------------- |
| - アチモヴィッチ 45+1分 | レポート | - クエバス 65分, 84分 - カンポス 73分 |

#### グループ C
| 順 | チーム         | 試 | 勝 | 分 | 敗 | 得 | 失 | 差 | 点 | 出場権               |
| -- | -------------- | -- | -- | -- | -- | -- | -- | -- | -- | -------------------- |
| 1  | ブラジル       | 3  | 3  | 0  | 0  | 11 | 3  | +8 | 9  | 決勝トーナメント進出 |
| 2  | トルコ         | 3  | 1  | 1  | 1  | 5  | 3  | +2 | 4  | 決勝トーナメント進出 |
| 3  | コスタリカ     | 3  | 1  | 1  | 1  | 5  | 6  | −1 | 4  |                      |
| 4  | 中華人民共和国 | 3  | 0  | 0  | 3  | 0  | 9  | −9 | 0  |                      |

| ブラジル                               | 2 – 1    | トルコ                    |
| -------------------------------------- | -------- | ------------------------- |
| - ロナウド 50分 - リバウド 87分 (pen.) | レポート | - ハサン・シャシュ 45+2分 |

| 中華人民共和国 | 0 - 2    | コスタリカ                  |
| -------------- | -------- | --------------------------- |
|                | レポート | - ゴメス 61分 - ライト 65分 |

| ブラジル                                                                               | 4 - 0    | 中華人民共和国 |
| -------------------------------------------------------------------------------------- | -------- | -------------- |
| - ロベルト・カルロス 15分 - リバウド 32分 - ロナウジーニョ 45分 (pen.) - ロナウド 55分 | レポート |                |

| コスタリカ    | 1 - 1    | トルコ                  |
| ------------- | -------- | ----------------------- |
| パルクス 86分 | レポート | エムレ・ベロゾール 56分 |

| コスタリカ                      | 2 - 5    | ブラジル                                                                      |
| ------------------------------- | -------- | ----------------------------------------------------------------------------- |
| - ワンチョペ 39分 - ゴメス 56分 | レポート | - ロナウド 10分, 13分 - エジミウソン 38分 - リバウド 62分 - ジュニオール 64分 |

| トルコ                                                          | 3 - 0    | 中華人民共和国 |
| --------------------------------------------------------------- | -------- | -------------- |
| - ハサン・シャシュ 6分 - ビュレント 9分 - ウミト・ダヴァラ 85分 | レポート |                |

#### グループ D
| 順 | チーム         | 試 | 勝 | 分 | 敗 | 得 | 失 | 差 | 点 | 出場権               |
| -- | -------------- | -- | -- | -- | -- | -- | -- | -- | -- | -------------------- |
| 1  | 韓国 (H)       | 3  | 2  | 1  | 0  | 4  | 1  | +3 | 7  | 決勝トーナメント進出 |
| 2  | アメリカ合衆国 | 3  | 1  | 1  | 1  | 5  | 6  | −1 | 4  | 決勝トーナメント進出 |
| 3  | ポルトガル     | 3  | 1  | 0  | 2  | 6  | 4  | +2 | 3  |                      |
| 4  | ポーランド     | 3  | 1  | 0  | 2  | 3  | 7  | −4 | 3  |                      |

| 韓国                        | 2 - 0    | ポーランド |
| --------------------------- | -------- | ---------- |
| - 黄善洪 26分 - 柳想鐵 53分 | レポート |            |

| アメリカ合衆国                                                  | 3 - 2    | ポルトガル                             |
| --------------------------------------------------------------- | -------- | -------------------------------------- |
| - オブライエン 4分 - （コスタ） 30分 (o.g.) - マクブライド 36分 | レポート | - ベト 39分 - （アグース） 71分 (o.g.) |

| 韓国        | 1 - 1    | アメリカ合衆国 |
| ----------- | -------- | -------------- |
| 安貞桓 78分 | レポート | マティス 24分  |

| ポルトガル                                    | 4 - 0    | ポーランド |
| --------------------------------------------- | -------- | ---------- |
| パウレタ 14分, 65分, 77分 - ルイ・コスタ 88分 | レポート |            |

| ポルトガル | 0 - 1    | 韓国        |
| ---------- | -------- | ----------- |
|            | レポート | 朴智星 70分 |

| ポーランド                                                      | 3 - 1    | アメリカ合衆国  |
| --------------------------------------------------------------- | -------- | --------------- |
| - オリサデベ 3分 - クリシャウォヴィッチ 5分 - ジェヴワコフ 66分 | レポート | ドノヴァン 83分 |

#### グループ E
| 順 | チーム         | 試 | 勝 | 分 | 敗 | 得 | 失 | 差  | 点 | 出場権               |
| -- | -------------- | -- | -- | -- | -- | -- | -- | --- | -- | -------------------- |
| 1  | ドイツ         | 3  | 2  | 1  | 0  | 11 | 1  | +10 | 7  | 決勝トーナメント進出 |
| 2  | アイルランド   | 3  | 1  | 2  | 0  | 5  | 2  | +3  | 5  | 決勝トーナメント進出 |
| 3  | カメルーン     | 3  | 1  | 1  | 1  | 2  | 3  | −1  | 4  |                      |
| 4  | サウジアラビア | 3  | 0  | 0  | 3  | 0  | 12 | −12 | 0  |                      |

| アイルランド    | 1 - 1    | カメルーン      |
| --------------- | -------- | --------------- |
| - ホランド 52分 | レポート | - エムボマ 39分 |

| ドイツ | 8 - 0    | サウジアラビア |
| --- | -------- | -------------- |
| - クローゼ 20分, 25分, 70分 - バラック 40分 - ヤンカー 45+1分 - リンケ 73分 - ビアホフ 84分 - シュナイダー 90+1分 | レポート |                |

| ドイツ        | 1 - 1    | アイルランド          |
| ------------- | -------- | --------------------- |
| クローゼ 19分 | レポート | ロビー・キーン 90+2分 |

| カメルーン  | 1 - 0    | サウジアラビア |
| ----------- | -------- | -------------- |
| エトー 66分 | レポート |                |

| カメルーン | 0 - 2    | ドイツ                        |
| ---------- | -------- | ----------------------------- |
|            | レポート | - ボーデ 50分 - クローゼ 79分 |

| サウジアラビア | 0 - 3    | アイルランド                                     |
| -------------- | -------- | ------------------------------------------------ |
|                | レポート | - ロビー・キーン 7分 - ブリーン 61分 - ダフ 87分 |

#### グループ F
| 順 | チーム       | 試 | 勝 | 分 | 敗 | 得 | 失 | 差 | 点 | 出場権               |
| -- | ------------ | -- | -- | -- | -- | -- | -- | -- | -- | -------------------- |
| 1  | スウェーデン | 3  | 1  | 2  | 0  | 4  | 3  | +1 | 5  | 決勝トーナメント進出 |
| 2  | イングランド | 3  | 1  | 2  | 0  | 2  | 1  | +1 | 5  | 決勝トーナメント進出 |
| 3  | アルゼンチン | 3  | 1  | 1  | 1  | 2  | 2  | 0  | 4  |                      |
| 4  | ナイジェリア | 3  | 0  | 1  | 2  | 1  | 3  | −2 | 1  |                      |

| アルゼンチン          | 1 – 0         | ナイジェリア |
| --------------------- | ------------- | ------------ |
| バティストゥータ 63分 | Report (FIFA) |              |

| イングランド    | 1 - 1         | スウェーデン            |
| --------------- | ------------- | ----------------------- |
| キャンベル 24分 | Report (FIFA) | アレクサンデション 59分 |

| アルゼンチン | 0 - 1         | イングランド         |
| ------------ | ------------- | -------------------- |
|              | Report (FIFA) | ベッカム 44分 (pen.) |

| スウェーデン                 | 2 - 1         | ナイジェリア  |
| ---------------------------- | ------------- | ------------- |
| ラーション 35分, 63分 (pen.) | Report (FIFA) | アガホワ 27分 |

| スウェーデン         | 1 - 1         | アルゼンチン  |
| -------------------- | ------------- | ------------- |
| A・スヴェンソン 59分 | Report (FIFA) | クレスポ 88分 |

| ナイジェリア | 0 - 0         | イングランド |
| ------------ | ------------- | ------------ |
|              | Report (FIFA) |              |

#### グループ G
| 順 | チーム     | 試 | 勝 | 分 | 敗 | 得 | 失 | 差 | 点 | 出場権               |
| -- | ---------- | -- | -- | -- | -- | -- | -- | -- | -- | -------------------- |
| 1  | メキシコ   | 3  | 2  | 1  | 0  | 4  | 2  | +2 | 7  | 決勝トーナメント進出 |
| 2  | イタリア   | 3  | 1  | 1  | 1  | 4  | 3  | +1 | 4  | 決勝トーナメント進出 |
| 3  | クロアチア | 3  | 1  | 0  | 2  | 2  | 3  | −1 | 3  |                      |
| 4  | エクアドル | 3  | 1  | 0  | 2  | 2  | 4  | −2 | 3  |                      |

| クロアチア | 0 – 1           | メキシコ             |
| ---------- | --------------- | -------------------- |
|            | レポート (FIFA) | ブランコ 60分 (pen.) |

| イタリア           | 2 - 0           | エクアドル |
| ------------------ | --------------- | ---------- |
| ヴィエリ 7分, 27分 | レポート (FIFA) |            |

| イタリア      | 1 – 2           | クロアチア                      |
| ------------- | --------------- | ------------------------------- |
| ヴィエリ 55分 | レポート (FIFA) | オリッチ 73分 · ラパイッチ 76分 |

| メキシコ                     | 2 - 1           | エクアドル 28分 |
| ---------------------------- | --------------- | --------------- |
| ボルヘッティ · トラード 57分 | レポート (FIFA) | デルガド 5分    |

| メキシコ          | 1 - 1           | イタリア          |
| ----------------- | --------------- | ----------------- |
| ボルヘッティ 34分 | レポート (FIFA) | デル・ピエロ 85分 |

| エクアドル    | 1 - 0           | クロアチア |
| ------------- | --------------- | ---------- |
| メンデス 48分 | レポート (FIFA) |            |

#### グループ H
| 順 | チーム     | 試 | 勝 | 分 | 敗 | 得 | 失 | 差 | 点 | 出場権               |
| -- | ---------- | -- | -- | -- | -- | -- | -- | -- | -- | -------------------- |
| 1  | 日本 (H)   | 3  | 2  | 1  | 0  | 5  | 2  | +3 | 7  | 決勝トーナメント進出 |
| 2  | ベルギー   | 3  | 1  | 2  | 0  | 6  | 5  | +1 | 5  | 決勝トーナメント進出 |
| 3  | ロシア     | 3  | 1  | 0  | 2  | 4  | 4  | 0  | 3  |                      |
| 4  | チュニジア | 3  | 0  | 1  | 2  | 1  | 5  | −4 | 1  |                      |

| 日本                            | 2 - 2    | ベルギー                                          |
| ------------------------------- | -------- | ------------------------------------------------- |
| - 鈴木隆行 59分 - 稲本潤一 67分 | レポート | - ヴィルモッツ 57分 - ファン・デル・ヘイデン 75分 |

| ロシア                               | 2 - 0    | チュニジア |
| ------------------------------------ | -------- | ---------- |
| - チトフ 59分 - カルピン 64分 (pen.) | レポート |            |

| 日本          | 1 - 0    | ロシア |
| ------------- | -------- | ------ |
| 稲本潤一 51分 | レポート |        |

| チュニジア    | 1 - 1    | ベルギー          |
| ------------- | -------- | ----------------- |
| ブザイヌ 17分 | レポート | ヴィルモッツ 13分 |

| チュニジア | 0 - 2    | 日本                            |
| ---------- | -------- | ------------------------------- |
|            | レポート | - 森島寛晃 48分 - 中田英寿 75分 |

| ベルギー                                       | 3 - 2    | ロシア                                |
| ---------------------------------------------- | -------- | ------------------------------------- |
| - ワレム 7分 - ソンク 78分 - ヴィルモッツ 82分 | レポート | - ベスチャツニフ 52分 - シチェフ 88分 |

### 決勝トーナメント
|  | ラウンド16       | ラウンド16     |                    |       | 準々決勝  | 準々決勝  |                |                | 準決勝 | 準決勝 |  |  | 決勝 | 決勝 |
|  |                  |                |                    |       |           |           |                |                |        |        |  |  |      |      |
|  | 6月15日 – 西帰浦 |                |                    |       |           |           |                |                |        |        |  |  |      |      |
|  |                  |                |                    |       |           |           |                |                |        |        |  |  |      |      |
|  | ドイツ           | 1              |                    |       |           |           |                |                |        |        |  |  |      |      |
|  | ドイツ           | 1              | 6月21日 – 蔚山     |       |           |           |                |                |        |        |  |  |      |      |
|  | パラグアイ       | 0              |                    |       |           |           |                |                |        |        |  |  |      |      |
|  | パラグアイ       | 0              | ドイツ             | 1     |           |           |                |                |        |        |  |  |      |      |
|  | 6月17日 – 全州   |                | ドイツ             | 1     |           |           |                |                |        |        |  |  |      |      |
|  |                  | アメリカ合衆国 | 0                  |       |           |           |                |                |        |        |  |  |      |      |
|  | メキシコ         | アメリカ合衆国 | 0                  | 0     |           |           |                |                |        |        |  |  |      |      |
|  | メキシコ         |                | 6月25日 – ソウル   | 0     |           |           |                |                |        |        |  |  |      |      |
|  | アメリカ合衆国   | 2              |                    |       |           |           |                |                |        |        |  |  |      |      |
|  | アメリカ合衆国   | 2              | ドイツ             | 1     |           |           |                |                |        |        |  |  |      |      |
|  | 6月16日 – 水原   |                | ドイツ             | 1     |           |           |                |                |        |        |  |  |      |      |
|  |                  | 韓国           | 0                  |       |           |           |                |                |        |        |  |  |      |      |
|  | スペイン (p)     | 韓国           | 0                  | 1 (3) |           |           |                |                |        |        |  |  |      |      |
|  | スペイン (p)     | 6月22日 – 光州 |                    | 1 (3) |           |           |                |                |        |        |  |  |      |      |
|  | アイルランド     | 1 (2)          |                    |       |           |           |                |                |        |        |  |  |      |      |
|  | アイルランド     | 1 (2)          | スペイン           | 0 (3) |           |           |                |                |        |        |  |  |      |      |
|  | 6月18日 – 大田   |                | スペイン           | 0 (3) |           |           |                |                |        |        |  |  |      |      |
|  |                  | 韓国 (p)       | 0 (5)              |       |           |           |                |                |        |        |  |  |      |      |
|  | 韓国 (延長)      | 韓国 (p)       | 0 (5)              | 2     |           |           |                |                |        |        |  |  |      |      |
|  | 韓国 (延長)      |                | 6月30日 – 横浜     | 2     |           |           |                |                |        |        |  |  |      |      |
|  | イタリア         | 1              |                    |       |           |           |                |                |        |        |  |  |      |      |
|  | イタリア         | 1              | ドイツ             | 0     |           |           |                |                |        |        |  |  |      |      |
|  | 6月15日 – 新潟   |                | ドイツ             | 0     |           |           |                |                |        |        |  |  |      |      |
|  |                  | ブラジル       | 2                  |       |           |           |                |                |        |        |  |  |      |      |
|  | デンマーク       | ブラジル       | 2                  | 0     |           |           |                |                |        |        |  |  |      |      |
|  | デンマーク       | 6月21日 – 静岡 |                    | 0     |           |           |                |                |        |        |  |  |      |      |
|  | イングランド     | 3              |                    |       |           |           |                |                |        |        |  |  |      |      |
|  | イングランド     | 3              | イングランド       | 1     |           |           |                |                |        |        |  |  |      |      |
|  | 6月17日 – 神戸   |                | イングランド       | 1     |           |           |                |                |        |        |  |  |      |      |
|  |                  | ブラジル       | 2                  |       |           |           |                |                |        |        |  |  |      |      |
|  | ブラジル         | ブラジル       | 2                  | 2     |           |           |                |                |        |        |  |  |      |      |
|  | ブラジル         |                | 6月26日 – さいたま | 2     |           |           |                |                |        |        |  |  |      |      |
|  | ベルギー         | 0              |                    |       |           |           |                |                |        |        |  |  |      |      |
|  | ベルギー         | 0              | ブラジル           | 1     |           |           |                |                |        |        |  |  |      |      |
|  | 6月16日 – 大分   |                | ブラジル           | 1     |           |           |                |                |        |        |  |  |      |      |
|  |                  | トルコ         | 0                  |       | 3位決定戦 | 3位決定戦 |                |                |        |        |  |  |      |      |
|  | スウェーデン     | トルコ         | 0                  | 1     | 3位決定戦 | 3位決定戦 |                |                |        |        |  |  |      |      |
|  | スウェーデン     | 6月22日 – 大阪 | 6月22日 – 大阪     | 1     |           |           | 6月29日 – 大邱 | 6月29日 – 大邱 |        |        |  |  |      |      |
|  | セネガル (延長)  | 6月22日 – 大阪 | 6月22日 – 大阪     | 2     |           |           | 6月29日 – 大邱 | 6月29日 – 大邱 |        |        |  |  |      |      |
|  | セネガル (延長)  | セネガル       | 0                  | 2     | 韓国      | 2         |                |                |        |        |  |  |      |      |
|  | 6月18日 – 宮城   | セネガル       | 0                  |       | 韓国      | 2         |                |                |        |        |  |  |      |      |
|  |                  | トルコ (延長)  | 1                  |       | トルコ    | 3         |                |                |        |        |  |  |      |      |
|  | 日本             | トルコ (延長)  | 1                  | 0     | トルコ    | 3         |                |                |        |        |  |  |      |      |
|  | 日本             |                |                    | 0     |           |           |                |                |        |        |  |  |      |      |
|  | トルコ           | 1              |                    |       |           |           |                |                |        |        |  |  |      |      |
|  | トルコ           | 1              |                    |       |           |           |                |                |        |        |  |  |      |      |

#### ラウンド16
| ドイツ        | 1 – 0    | パラグアイ |
| ------------- | -------- | ---------- |
| ノイビル 88分 | レポート |            |

| デンマーク | 0 – 3    | イングランド                                             |
| ---------- | -------- | -------------------------------------------------------- |
|            | レポート | - ファーディナンド 5分 - オーウェン 22分 - ヘスキー 44分 |

| スウェーデン    | 1 – 2 (延長) | セネガル             |
| --------------- | ------------ | -------------------- |
| ラーション 11分 | レポート     | H.カマラ 37分, 104分 |

| スペイン                                                   | 1 – 1 (延長) | アイルランド                                                   |
| ---------------------------------------------------------- | ------------ | -------------------------------------------------------------- |
| モリエンテス 8分                                           | レポート     | ロビー・キーン 90分 (pen.)                                     |
| PK戦                                                       |              |                                                                |
| - イエロ - バラハ - フアンフラン - バレロン - メンディエタ | 3 – 2        | - ロビー・キーン - ホランド - コノリー - キルベイン - フィナン |

| メキシコ | 0 – 2    | アメリカ合衆国                     |
| -------- | -------- | ---------------------------------- |
|          | レポート | - マクブライド 8分 - ドノバン 65分 |

| ブラジル                        | 2 – 0    | ベルギー |
| ------------------------------- | -------- | -------- |
| - リバウド 67分 - ロナウド 87分 | レポート |          |

| 日本 | 0 – 1    | トルコ        |
| ---- | -------- | ------------- |
|      | レポート | ダヴァラ 12分 |

| 韓国                         | 2 – 1 (延長) | イタリア        |
| ---------------------------- | ------------ | --------------- |
| - 薛琦鉉 88分 - 安貞桓 117分 | レポート     | - ヴィエリ 18分 |

#### 準々決勝
| イングランド      | 1 – 2    | ブラジル                                |
| ----------------- | -------- | --------------------------------------- |
| - オーウェン 23分 | レポート | - リバウド 45+2分 - ロナウジーニョ 50分 |

| ドイツ        | 1 – 0    | アメリカ合衆国 |
| ------------- | -------- | -------------- |
| バラック 39分 | レポート |                |

| スペイン                                            | 0 – 0 (延長) | 韓国                                         |
| --------------------------------------------------- | ------------ | -------------------------------------------- |
|                                                     | レポート     |                                              |
| PK戦                                                |              |                                              |
| - イエロ - バラハ - シャビ・エルナンデス - ホアキン | 3 – 5        | - 黄善洪 - 朴智星 - 薛琦鉉 - 安貞桓 - 洪明甫 |

| セネガル | 0 – 1 (延長) | トルコ        |
| -------- | ------------ | ------------- |
|          | レポート     | イルハン 94分 |

#### 準決勝
| ドイツ        | 1 – 0    | 韓国 |
| ------------- | -------- | ---- |
| バラック 75分 | レポート |      |

| ブラジル      | 1 – 0    | トルコ |
| ------------- | -------- | ------ |
| ロナウド 49分 | レポート |        |

#### 3位決定戦
| 韓国                         | 2 – 3    | トルコ                                 |
| ---------------------------- | -------- | -------------------------------------- |
| - 李乙容 9分 - 宋鐘國 90+3分 | レポート | - シュキュル 1分 - イルハン 13分, 32分 |

#### 決勝
| ドイツ | 0 – 2    | ブラジル            |
| ------ | -------- | ------------------- |
|        | レポート | ロナウド 67分, 79分 |

## 優勝国
| 2002 FIFAワールドカップ優勝国 |
| ----------------------------- |
| · ブラジル · 2大会ぶり5回目   |

## 得点ランキング
| 順位 | 選手名                     | 国籍         | 得点数 |
| ---- | -------------------------- | ------------ | ------ |
| 1    | ロナウド                   | ブラジル     | 8      |
| 2    | ミロスラフ・クローゼ       | ドイツ       | 5      |
| 2    | リバウド                   | ブラジル     | 5      |
| 4    | クリスティアン・ヴィエリ   | イタリア     | 4      |
| 4    | ヨン・ダール・トマソン     | デンマーク   | 4      |
| 6    | ミヒャエル・バラック       | ドイツ       | 3      |
| 6    | パパ・ブバ・ディオプ       | セネガル     | 3      |
| 6    | ペドロ・パウレタ           | ポルトガル   | 3      |
| 6    | ヘンリク・ラーション       | スウェーデン | 3      |
| 6    | マルク・ヴィルモッツ       | ベルギー     | 3      |
| 6    | ラウル・ゴンサレス         | スペイン     | 3      |
| 6    | イルハン・マンスズ         | トルコ       | 3      |
| 6    | ロビー・キーン             | アイルランド | 3      |
| 6    | フェルナンド・モリエンテス | スペイン     | 3      |

## 表彰
- FIFAフェアプレー賞： ベルギー
- エンターテイニングチーム賞： 韓国

### 個人賞
| 賞                           | 選手名             | 国籍           | 備考   |
| ---------------------------- | ------------------ | -------------- | ------ |
| ゴールデンボール（大会MVP）  | オリバー・カーン   | ドイツ         | 準優勝 |
| シルバーボール               | ロナウド           | ブラジル       | 優勝   |
| ブロンズボール               | ホン・ミョンボ     | 韓国           | 4位    |
| ゴールデンシューズ（得点王） | ロナウド           | ブラジル       | 8得点  |
| ヤシン賞（最優秀GK）         | オリバー・カーン   | ドイツ         | 3失点  |
| 最優秀若手選手賞             | ランドン・ドノバン | アメリカ合衆国 | 20歳   |

### オールスターチーム
国際サッカー連盟の技術委員によりオールスターチームが選出された。選出に際しては正規の16選手のほか、控えの7選手を含む23選手が発表された。
| ポジション | 選手名                 | 国籍           |
| ---------- | ---------------------- | -------------- |
| GK         | オリバー・カーン       | ドイツ         |
| GK         | リュシュテュ・レチベル | トルコ         |
| DF         | ロベルト・カルロス     | ブラジル       |
| DF         | ソル・キャンベル       | イングランド   |
| DF         | カルレス・プジョル     | スペイン       |
| DF         | フェルナンド・イエロ   | スペイン       |
| DF         | ホン・ミョンボ         | 韓国           |
| DF         | アルパイ・オザラン     | トルコ         |
| MF         | リバウド               | ブラジル       |
| MF         | ロナウジーニョ         | ブラジル       |
| MF         | ミヒャエル・バラック   | ドイツ         |
| MF         | クラウディオ・レイナ   | アメリカ合衆国 |
| MF         | ユ・サンチョル         | 韓国           |
| FW         | ロナウド               | ブラジル       |
| FW         | ミロスラフ・クローゼ   | ドイツ         |
| FW         | エル＝ハッジ・ディウフ | セネガル       |
| FW         | ハサン・シャシュ       | トルコ         |

| ポジション | 選手名               | 国籍           |
| ---------- | -------------------- | -------------- |
| GK         | イケル・カシージャス | スペイン       |
| DF         | カフー               | ブラジル       |
| MF         | ホアキン・サンチェス | スペイン       |
| MF         | ディートマー・ハマン | ドイツ         |
| MF         | 中田英寿             | 日本           |
| FW         | ランドン・ドノバン   | アメリカ合衆国 |
| FW         | マルク・ヴィルモッツ | ベルギー       |

## FIFA ワールドカップ オフィシャル・コンサート
2002 FIFA ワールドカップの開催を記念し、ワールドカップ開催史上初めてFIFAの公式イベントとして、『2002 FIFA WORLD CUP KOREA/JAPAN OFFICIAL CONCERT』と題し、コンサートが開催された。場所は両日共に、東京スタジアムにて開催された。
- 6月27日 「INTERNATIONAL DAY」

出演：エアロスミス、B'z、鼓童
- 6月28日 「KOREA/JAPAN DAY」

出演：ローリン・ヒル、倉木麻衣、CHEMISTRY、ゴスペラーズ、T-SQUARE、平井堅、Voices of KOREA/JAPAN

## 記念発行物
2002 FIFA ワールドカップ公式アルバムや、大会マスコットなどをあしらった公式記念品が多数販売された。また、日本においてはアディダス製の公式ユニフォームが記録的な売り上げを記録した。
なお、日本においては下記の物が発行された。
記念貨幣
10,000円金貨、1,000円銀貨、500円ニッケル黄銅貨3種（アジア・オセアニア、ヨーロッパ・アフリカ、南北アメリカ）の5種類。
記念切手
80円切手2種類。試合日程などが記されたシート（切手5枚ずつ10枚が付属）は各会場版10種、全国版、準決勝版、決勝版各1種の13種類。

## 大会協賛

### オフィシャルパートナー
- アディダス（ドイツ：スポーツ用品メーカー）
- アンハイザー・ブッシュ（米国：バドワイザー製造元のビール会社）
- アバイア（米国：IP電話）
- ザ コカ・コーラ カンパニー（米国：飲料メーカー）
- 東芝（日本：電機メーカー）
- ジレット（米国：剃刀メーカー）
- 日本電信電話（NTT）（日本：通信業）
- KT（韓国：通信業）
- 日本ビクター（日本：電機メーカー）[注 6]
- 富士フイルム（日本：写真メーカー）
- 現代自動車（韓国：自動車メーカー）[注 7]
- マスターカード（米国：クレジットカード会社）
- マクドナルド（米国：ファストフード飲食店）
- フィリップス（オランダ：電機メーカー）
- Yahoo!（米国：インターネット検索エンジン）

### オフィシャルサプライヤー
日本
- 朝日新聞
- 日本生命
- 日清食品
- 野村證券
- 東京海上火災
- 東京電力

韓国
- 国民銀行
- 現代海上火災
- 浦項製鉄
- 金剛高麗化学
- 大韓航空
- ロッテホテル

## 大会におけるトラブル

### チケット・空席問題

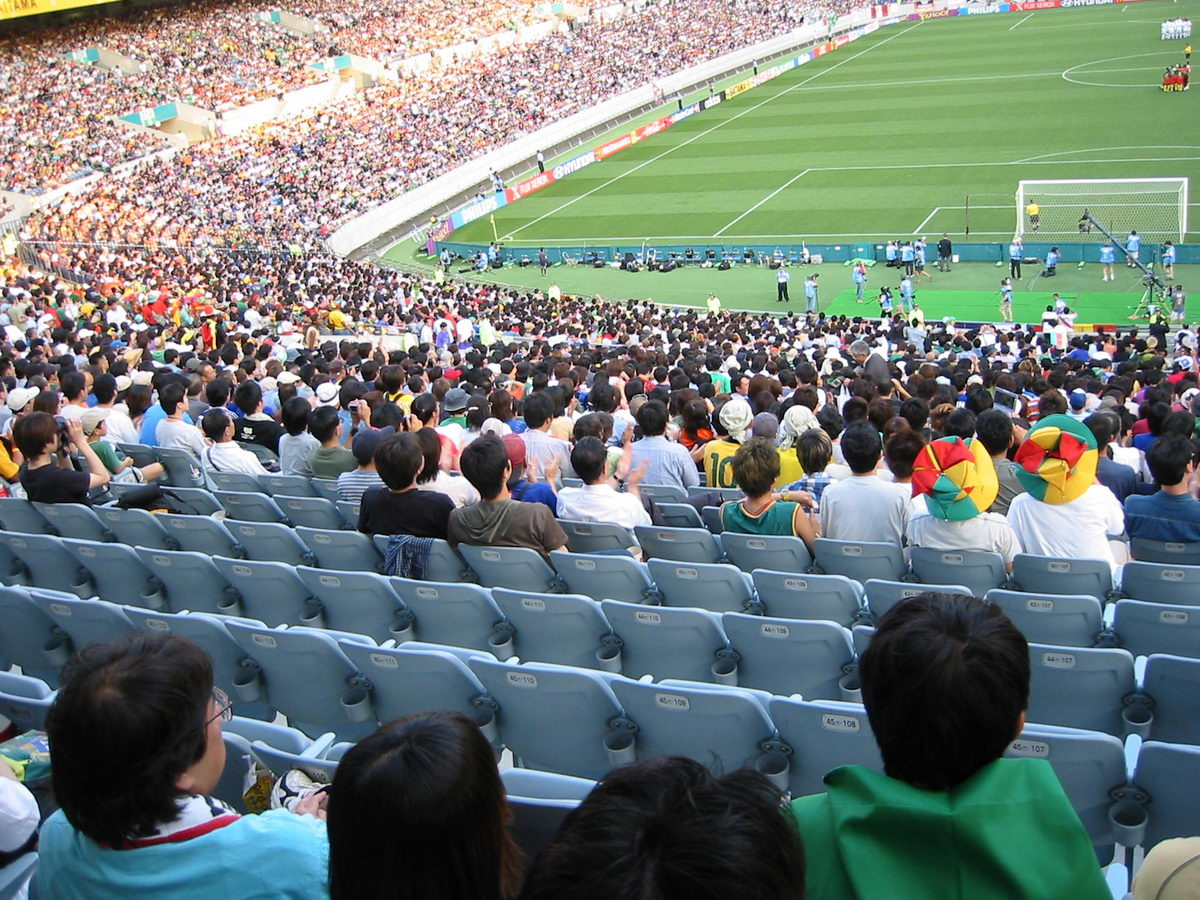
空席問題の一例・埼玉スタジアム（カメルーン対サウジアラビア戦 2002年6月6日）

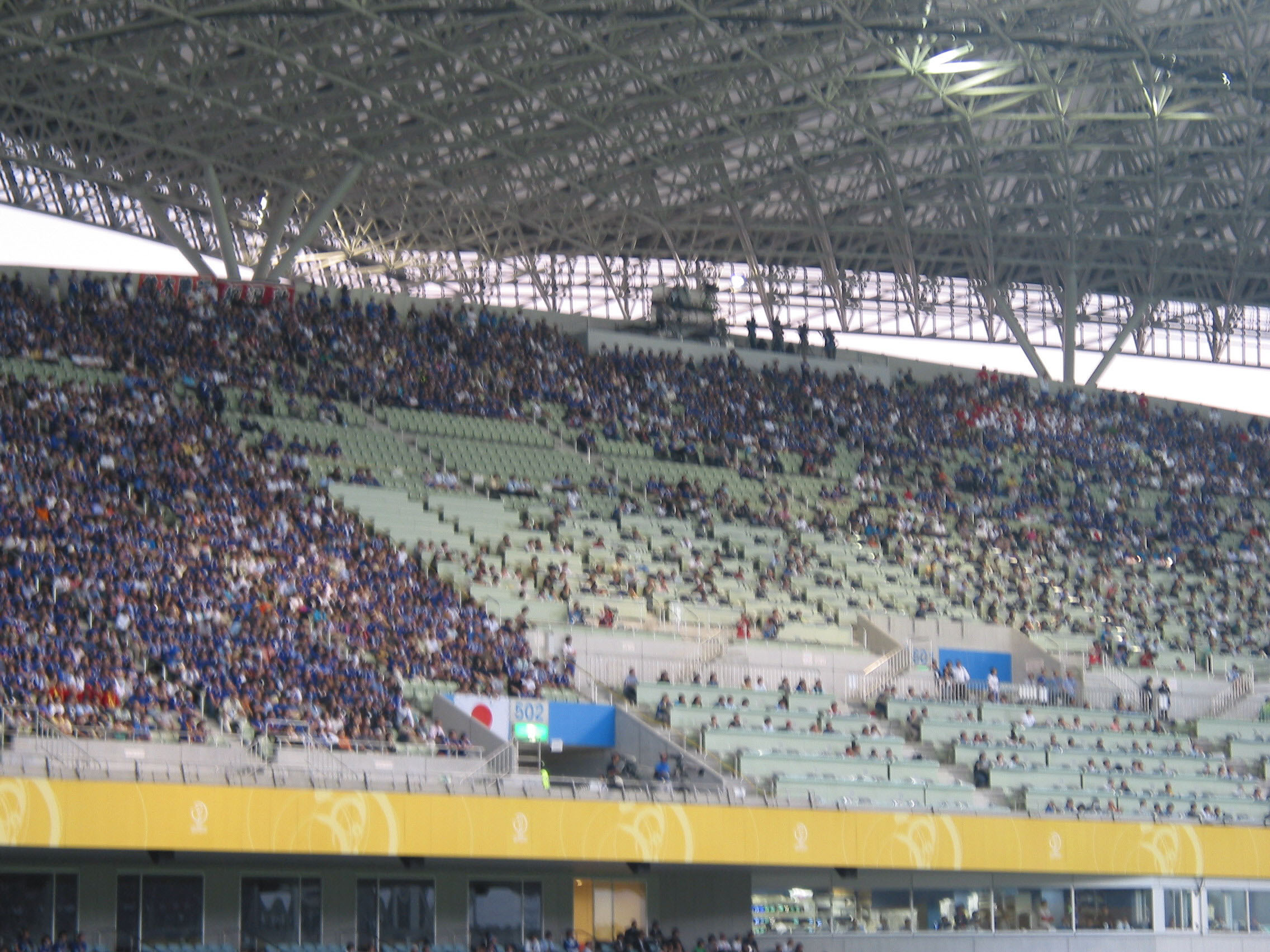
空席問題の一例・埼玉スタジアム（日本対ベルギー戦 2002年6月4日）

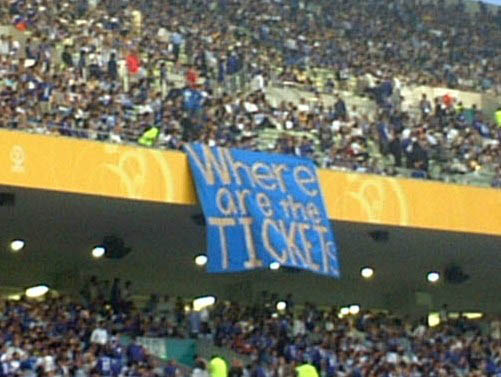
空席問題に抗議する横断幕（日本対ベルギー戦）

前回大会の反省を活かして、FIFAは「今後、チケットを含めたツアー旅行は、原則認めない」とし、一部を除きチケットは原則単独販売のみとするとした。それに伴いチケット販売をバイロム社へ一元管理を委託し、またバイロム社もチケットを記名式にすることで、闇売買を防ぐ仕組みを導入した。しかし結果的には前回大会同様に日本の組織委員会や観客も問題に頭を悩ませることとなり、バイロム社への責任問題へと発展した。問題の例としては、以下の通り。
1. 記名されている、いないに関係なくチケット人気が高騰し、インターネットオークションでは高額な値段で売買される。このため、ヤフーオークションや楽天フリマは「チケットの異常な高額売買やそれに伴う詐欺行為を防止するため、日韓ワールドカップのチケットの出品は禁止」することを表明[20][21]、後日出品されたワールドカップのチケットの出品に対し、該当すると思われる出品に関しては片っ端から削除を行った。
2. インターネット上のチケット販売サイトはアクセスが集中、購入できない状態が続いたものの、実際の試合では大量の空席が発生。販売サイトでは、実際にチケットが売り切れているにもかかわらず、ホストコンピューターの異常により画面上で「空席アリ」の表示が出続けていたため、チケットを求める人達のアクセスが減少せず、余計に混乱を招いた。
3. チケットが試合直前までに到着しない。
4. 日本で開催された試合ではチケットが全試合完売していたにもかかわらず、実際には大量の空席が存在することが明らかになった。そのため開催当初のグループステージの試合では、いざ試合が始まってみると明らかに空席の目立つエリアが存在し、日本代表戦でも大量の空席があることが判明した。このため日本対ベルギー戦では「チケットはどこにあるのか？」と問題に抗議する横断幕まで出る事態となった（右の画像を参照のこと）。また大量の空席が存在しているという事態に、後日空席部分を調査、試合開始までにチケット販売が間に合うと判断された試合に関しては「最終販売」とし、チケットの予約・販売をチケットぴあに委託した。委託を受けたチケットぴあは、最終販売分を電話予約のみで受付し、会場近くのチケット受取所にて予約済みのチケットを手渡すという方法をとった。尚、チケット販売に関してはテレビを通して告知されたため、日本代表戦はチケットを求める大勢の人達がチケット販売日前日より予約電話番号に電話をし、販売前日の深夜にもかかわらず「大変込み合っている」というアナウンスが流れる事態となった。日本のチケット販売に精通した予約代行業者が一部の席を確保してしまうという事態も発生。結果的に代行業者が「予約番号を転売」ということとなった。大阪市内の金券ショップでは高額でチケットを売った店舗が警察からの指導を受けたため、他店はそれを警戒して店頭にはチケットを置かず客があるかどうかを尋ねると販売してくれるという方法でチケットを売っていた。

尚、大会後にはFIFAが日韓両国に対して1億円ずつの慰謝料を支払った。
また、日本国内では全試合完売だったのに対し、韓国国内では大量にチケットの売れ残りが発生、韓国国内で開催される決勝トーナメントですら空席が大量に発生した為に韓国政府が学生を動員して何とか会場の空席を埋めた。特に、西帰浦市で行われた決勝トーナメントの「ドイツ対パラグアイ戦」は韓国組織委員会の動員にもかかわらず、会場の空席が4割に達した。

### 誤審問題
今大会では、特に決勝トーナメントに入って以降、ホスト国である韓国の試合において誤審が立て続けに起こった事で大きな波紋を巻き起こした。また、その他の試合でも誤審（イタリア対クロアチア戦でのオフサイド判定やブラジル対ベルギー戦でのゴール無効判定にも疑問が呈された。）が発生した。
一連の騒動となった誤審は、FIFAの映像ライセンスを持つ会社が2006年3月24日に創立100周年を記念して発売したDVDビデオ『FIFA FEVER FIFA創立100周年記念DVD』に収録されている「世紀の10大誤審」の半数を占め（3位がブラジル対ベルギー戦、6・7位が韓国対イタリア戦、8・9位が韓国対スペイン戦）、これについて大韓サッカー協会は猛反発をした。また一連の誤審騒動以前にも、韓国チームがW杯前の親善試合でフランスと対戦した際に、フランスの司令塔ジネディーヌ・ジダンに危険なタックルをしてフランスのルメール監督から「わざとやったに近い」と批判 されたことを皮切りに、韓国対ポーランド戦前のポーランドの宿舎前での睡眠妨害 や、韓国対米国戦でのスケートパフォーマンス といったトラブルも発生している。
韓国対イタリア戦は、エクアドル人のバイロン・モレノが主審を務めたが、不可解なジャッジが立て続けに発生し、延長13分にはフランチェスコ・トッティが倒されたと思われたプレーがシミュレーションと判定され、2枚目のイエローカードを受けて退場となったほか、さらに延長20分にはダミアーノ・トンマージのゴールがオフサイド判定を受けるなど明らかにイタリアに不利と思われるジャッジが続いた末に韓国・安貞恒のゴールデンゴールでイタリアが敗退する結果となり、トッティは「審判を変えて最初からワールドカップをやり直すべきだ」と不満をあらわにし、事態沈静化を図ったFIFA会長のゼップ・ブラッターが大会中に異例の声明を出すほどであった。この試合のイタリアからの調査要請とモレノは母国でも不可解なジャッジが発生したことと合わせて、FIFAは2002年9月13日から調査を開始したが、2003年1月にモレノ主審の誤審は買収などの規約違反によるものではなかったと結論付けて決着とした。その後、FIFAは理由の明示なしにモレノ主審を国際審判リストから除名した。モレノ主審はエクアドルリーグでも誤審により20試合の資格停止を受け、今大会の翌年に33歳というサッカー審判員としては若い年齢で審判を引退した。
続く韓国対スペイン戦はエジプト人のガマル・ガンドゥールが主審を務めたが、48分にスペインの得点がファウルの判定により取り消され、延長2分にはゴール直前のクロスがゴールラインを割っていたとの線審（現在は「副審」）の判定によりスペインの得点は取り消された。試合はスコアレスのままPK戦となり、韓国が勝利した。このように決勝トーナメントに入ってからの誤審疑惑は韓国戦に集中し、韓国代表の相手国はいずれも上位進出候補の強豪国であったことから、ホスト国の韓国代表チームに対し意図的に有利な判定が行われたとする疑惑が生じた。スペイン戦後、FIFAは中立の大陸から審判を起用するという慣例を放棄し、準決勝以降の試合を全て欧州出身の審判で固めた。その後韓国は準決勝でドイツに破れた。
ロイター通信は7月1日、「ロイター通信の記者が選んだ2002年ワールドカップの各部門ベスト、ワースト」を発表し、「ワースト判定」に韓国対スペイン、延長戦のフェルナンド・モリエンテスのゴールを無効としたガマル・ガンドゥールの判定を挙げるとともに、スペイン代表を「最も運の悪いチーム」に選出し、イタリア代表についても「最も悲運な敗者」に選出している。
2000年代のサッカーの出来事を扱ったスポーツイラストレイテッド誌の記事ではイタリア戦・スペイン戦で誤審疑惑が指摘されていると記された。
イギリスBBCにおいて元イングランド代表のゲーリー・リネカーは、韓国はポルトガル戦、イタリア戦、スペイン戦において、審判から数多くの有利な判定の恩恵を受けたと述べた。また、韓国という例をアジアサッカー全体を構築していくための基盤にすべきだとも述べた。スペインについては、彼らが審判から不運以上のものを受けたことは理解しているが、PK戦の前に勝ち切る事が出来た筈だ、と述べている。BBCは「最も驚くべき瞬間」にセネガルのフランスに対する勝利と共に、韓国のイタリア撃破を挙げた。韓国の成績は確かに審判の不可解な判定の恩恵によるものだが、韓国の業績が傷つけられるべきではないとも報じた。
2013年にはコッパ・イタリア決勝式典で韓国人歌手のPSYが出演し熱唱したが、それにイタリアの観客はブーイングや爆竹で邪魔をする行為をし、11年経ってもイタリアのサッカーファンが上記の件を忘れていない姿が報じられた。
なお、今大会で誤審が特にクローズアップされたのは、今大会前後から放送用カメラの性能と台数が向上し、ピッチ全体を細かく「監視」できる状況になったことがあるとの言及があり、2002年大会以後からは毎回誤審騒動が繰り返されている。

## その他
- アンセム - 2002 FIFA World Cup公式アンセム=今大会に限り、通常のFIFA Anthemではなくヴァンゲリスの楽曲が公式Anthemとして使用された。また、この楽曲の公式リミックス版も石野卓球から発表された。
- 公式テーマソングはアナスタシアの『Boom』
- 大会マスコットは「スフェリックス」（監督のアトー、ストライカーのニック、キャズの3人組[39]）。同時期に映画と全26話のテレビシリーズがドイツのアニメ会社によって制作され、2002年に各国で放送された。日本ではPPVで放送[40]。同年には奥村遊機から『CR2002FIFAワールドカップTMJ』というパチンコ機種が同マスコットとのタイアップという形でリリースされた。
- 決勝戦の6時間前、ブータンにおいてFIFAランキング最下位決定戦「アザー・ファイナル（もうひとつの決勝戦）」が行われた。
- 2012年7月1日、日韓サッカーワールドカップ10周年記念事業として、「JFAサッカーフェスタ in 横浜」が決勝戦の会場だった横浜国際総合競技場で開催される。同年7月5日、韓国代表ベスト4進出10周年記念として、ソウルワールドカップ競技場で2012年Kリーグオールスター戦（2002年ワールドカップ韓国代表チーム対Kリーグ選抜チーム）が開催される。